# Балабаш-Баїшевське сільське поселення
Балаба́ш-Баї́шевське сільське поселення (рос. Балабаш-Баишевское сельское поселение) — муніципальне утворення у складі Батиревського району Чувашії, Росія. Адміністративний центр та єдиний населений пункт — село Балабаш-Баїшево.

## Населення
Населення — 573 особи (2019, 777 у 2010, 918 у 2002).